# Трайко Краля
Трайко Кралев Митрев (Димитров), известен като Краля и Бърничанчето, е български революционер, войвода на Вътрешната македоно-одринска революционна организация.

## Биография
Трайко Краля е роден през 1874 година в мариовското село Бърник, тогава в Османската империя. Присъединява се към ВМОРО. По време на Илинденско-Преображенското въстание е четник при прилепския войвода Кръстьо Гермов и при Иван Кафеджията.
През 1904 година Трайко Краля става районен войвода в Мариовско и води сражения с турска войска и гръцки андарти. Гръцкият андарт Петър Сугарев с четата си избива цялото му семейство - баща му, братята и сестрите му, общо 10 души. Същата година Трайко Краля, Петър Ацев, Гьоре Спирков - Ленищанец и Кръстьо Гермов правят среща със сръбския войвода Глигор Соколович, който с фалшиви документи ги убеждава да го допуснат в Македония. През септември 1906 година влиза в Македония с четата на Иван Наумов Алябака. След Младотурската революция заедно с Георги Касапчето и Алексо Стефанов възстановяват революционната дейност в Битолско.
От 1910 година Трайко Краля действа в Горноджумайско с Дончо Златков. Загива в сражение с турци през 1911 година край Симитли или на 27 март 1912 година между Тросково и Дъбочица.